# Augustin Mouterde
Augustin Mouterde (Écully, 25 de enero de 1991) es un deportista francés que compitió en remo.
Ganó tres medallas en el Campeonato Mundial de Remo entre los años 2014 y 2016, y tres medallas en el Campeonato Europeo de Remo entre los años 2013 y 2015.

## Palmarés internacional
| Campeonato Mundial | Campeonato Mundial       | Campeonato Mundial | Campeonato Mundial        |
| Año                | Lugar                    | Medalla            | Prueba                    |
| ------------------ | ------------------------ | ------------------ | ------------------------- |
| 2014               | Ámsterdam (Países Bajos) | Medalla de plata   | Dos sin timonel ligero    |
| 2015               | Aiguebelette (Francia)   | Medalla de plata   | Dos sin timonel ligero    |
| 2016               | Róterdam (Países Bajos)  | Medalla de oro     | Dos sin timonel ligero    |
| Campeonato Europeo |                          |                    |                           |
| Año                | Lugar                    | Medalla            | Prueba                    |
| 2013               | Sevilla (España)         | Medalla de bronce  | Cuatro sin timonel ligero |
| 2014               | Belgrado (Serbia)        | Medalla de bronce  | Cuatro sin timonel ligero |
| 2015               | Poznań (Polonia)         | Medalla de plata   | Dos sin timonel ligero    |